# Следвай ме (уеб сериал)
Следвай ме е български уеб сериал в жанра тийндрама. Сериалът е продуциран и разпространяван от 7Talents. Сюжетът на „Следвай ме“ показва живота на две съученички, които водят непрестанна битка помежду си. В сериала главните герои са още и популярни влогъри, а голяма част от конфликтите помежду им се разиграват в интернет, което също е сред основните теми в сериала.
„Следвай ме“ има реализирани шест сезона, които генерират над 15 милиона гледания онлайн.

## Епизоди
- Първият сезон има 12 епизода и се излъчва от 29 май 2017 г. до 6 юли 2017 г. всеки понеделник и четвъртък от 16:00 часа;
- Вторият сезон има 20 епизода и се излъчва от 9 октомври 2017 г. до 14 декември 2017 г. всеки понеделник и четвъртък от 16:00 часа;
- Третият сезон има 20 епизода и се излъчва от 16 април 2018 г. до 21 юни 2018 г. всеки понеделник и четвъртък от 16:00 часа;
- Четвъртият сезон има 20 епизода и се излъчва от 17 септември 2018 г. до 22 ноември 2018 г. всеки понеделник и четвъртък от 16:00 часа;
- Петият сезон има 20 епизода и се излъчва от 15 април 2019 г. до 20 юни 2019 г. всеки понеделник и четвъртък от 16:00 часа;
- Шестият сезон има 30 епизода и се излъчва от 9 септември 2019 г. до 19 декември 2019 г. всеки понеделник и четвъртък от 16:00 часа.

## Актьорски състав
- Христина Христова – Тита – Бела[4]
- Цветелина Роскин – София[5]
- Илиян Илиев – Алекс[6]
- Ралица Добрева – Петя
- Петър Гигов – Петьо[7]
- Марио Михайлов – Ники[8]
- Антоан Петров – Йоан[9]
- Денислава Сашова – Диона – Жана[10]
- Димитър Горанов – Fling – Златко[11]
- Здрава Каменова – Евгения[12]
- Елина Илиева - Катя
- Петя Арнаудова – Г-жа Димитрова[12]
- Михаела Павлова – Изабела[13]
- Кристиана Асенова – Марти[14]
- Владимир Зомбори – Г-н Иванов[14]
- Биляна Лазарова – Габриела[15]
- Калоян Минев – Даниел[14]
- Стефан Попов – Чефо – Крис[16]
- Лорина Камбурова – Г-жа Василева
- Йоанна Петрова – Йойо

## Герои
- Бела – умна тийнейджърка, дошла в София от Силистра. Заминава за Амстердам през 3-ти сезон. Сезон 1 – 3 (Основен)
- София – най-популярното момиче в училището благодарение на Vbox7 канала си и най-надутото също. След 2-ри сезон заминава за Мадрид. Връща се в 5-и. Сезон 1 – 2; 5 – 6 (Основен), сезон 3 (гост)
- Николай. Сезон 1 – 6 (основен)
- Изабела. Сезон 2 (гост), сезон 3 – 5 (Основен)
- Петя. Сезон 1 – 6 (основен)
- Петьо - зубър ,който знае всичко и се интересува от всичко. Сезон 1 – 6 (основен)
- Алекс. – Разкрепостен и уверен тийнейджър. Той е гей и има връзка с Крис, която те крият от околните.[16] Сезон 1 – 6 (основен)
- Йоан. Сезон 1 – 6 (основен)
- Катя. Сезон 2 – 6 (Основен), сезон 1 (гост)
- Жана. Сезон 1 – 2 (Основен)
- Златко. Сезон 2 (Основен)
- Кали/Марти. Сезон 3 – 4 (Основен)
- Даниел. Сезон 3 – 4 (Основен)
- Г-н Иванов. Сезон 3 – 6 (Основен)
- Габриела. Сезон 4 – 6 (Основен)
- Ема. Сезон 4 (Основен)
- Бен. Сезон 4 (Основен)
- Крис. Сезон 4 (Основен)
- Йо-Йо. Сезон 5 – 6 (Основен)
- Г-жа Василева. Сезон 5 – 6 (Основен)

## Излъчване
Премиерата на сериала е на 29 май 2017 година, като епизодите се публикуват първо във Vbox7.com и в YouTube – всеки понеделник и четвъртък в 16:00 часа.